# 볼라 티누부
볼라 아흐메드 아데쿤레 티누부(영어: Bola Ahmed Adekunle Tinubu, 1952년 3월 29일~)는 나이지리아의 제16대 현 대통령이다. 그는 1999년부터 2007년까지 라고스주의 주지사였으며, 제3공화국의 라고스 웨스트 상원의원이었다.
티누부는 나이지리아 남서부에서 어린 시절을 보냈고 나중에 미국으로 이주하여 시카고 주립 대학교에서 회계학을 공부했다. 그는 1990년대 초 나이지리아로 돌아와 회계사로 모빌 나이지리아에 고용됐다가 1992년 사회민주당의 기치 아래 라고스 서부 상원의원 후보로 정계에 입문했다. 1993년 독재자 사니 아바차가 상원을 해산한 후, 티누부는 국민민주연합운동의 일환으로 민주주의의 복귀를 위한 운동가가 되었다.
인수인계 후 첫 라고스 주지사 선거에서 티누부는 민주동맹의 일원으로서 큰 차이로 승리했다. 4년 후, 그는 재선에 성공했다. 2007년 퇴임 후, 그는 2013년 범진보의회당(APC)의 구성에 핵심적인 역할을 했다. 2023년, 그는 나이지리아의 대통령으로 선출되었다.

## 배경
티누부는 라고스에서 라고스의 지알자인 아비바투 모가지의 상인 가문에서 태어났다. 그는 1952년에 태어난 것으로 일반적으로 신뢰할 수 있는 출처에서 받아들여지고, 올해 태어난 해는 때때로 그가 훨씬 더 나이가 많다고 주장하는 정치적 반대자들에 의해 논쟁된다. 일부 믿을 만한 소식통들은 그의 나이가 확인되지 않았다고 언급한다.

### 교육
티누부는 이바단에 있는 아동 가정 학교로 진학하기 전에 라고스의 아롤로야에 있는 세인트 존스 초등학교에 다녔다. 그는 처음에 시카고의 리처드 J. 데일리 칼리지에서 그리고 그 다음에 시카고 주립 대학교에서 미국에서 학부 공부를 마쳤다. 그는 1979년 회계학 학사 학위를 받고 졸업했다.

### 직업 경력
티누부는 미국 회사 아서앤더슨, 딜로이트 및 GTE 서비스 코퍼레이션에서 근무했다. 1983년 나이지리아로 돌아온 후, 그는 모빌 오일 나이지리아에 입사했고, 나중에 회사의 임원이 되었다.

## 정치 경력
티누부의 정치 경력은 1991년 사회민주당에 입당하면서 시작되었다.

### 제3공화국
1992년, 그는 나이지리아 제3공화국의 라고스 서부 선거구를 대표하여 상원에 선출되었다.
1993년 6월 12일 대통령 선거의 결과가 무효화된 후, 티누부는 민주주의의 회복과 6월 12일 선거의 승리자로서 모스후드 아비올라의 인정을 위한 지지를 동원한 단체인 민주국민연합의 창립 멤버가 되었다.

### 망명 및 귀환
사니 아바차 장군의 국가원수로서 권력을 장악한 후, 그는 1994년 망명길에 올랐으며 1998년 군사 독재자의 죽음으로 나이지리아 제4공화국으로의 전환을 이끌었다.
1999년 선거를 앞두고 볼라 티누부는 민주동맹(AD) 지도자 에이브러햄 아데산야와 아요 아데반조의 제자였다. 그는 펀쇼 윌리엄스와 와합 도순무 전 노동 및 주택부 장관을 물리치고 라고스 주지사 선거의 AD 예비 선거에서 승리했다. 1999년 1월, 그는 AD 티켓에 라고스 주지사 자리에 출마하여 주지사로 선출되었다.

### 2023년 대통령 선거
2022년 1월 10일, 티누부는 대통령 출마를 공식 선언했다.
2022년 6월 8일, 티누부는 집권 범진보의회당(APC)의 전당대회 투표에서 1,271점을 얻어 각각 235점과 316점을 얻은 부통령 예미 오신바조와 로티미 아마에치를 물리쳤다.
2023년 3월 1일 INEC는 티누부를 2023년 대통령 선거의 승자로 선언했다. 그는 8,794,726표를 득표하여 반대자들을 물리친 후 대통령 당선자로 선언되었다. 야당인 인민민주당(PDP)의 그의 2위인 아티쿠 아부바카르는 6,984,520표를 득표했다. 노동당의 피터 오비는 6,101,533표로 3위를 차지했다.

## 대통령직
티누부는 2023년 5월 29일 헌법적으로 대통령직을 시작했다. 그는 아부자의 이글 광장에서 열린 취임식에서 나이지리아 대법원장 올루카요데 아리울라에 의해 오전 10시 41분에 나이지리아 대통령으로 취임했다. 3월 선거 이후 야당의 법적 장애물을 제거한 그의 정부는 일반적으로 반대하지 않고 받아들여지고 있으며 국제적 정당성을 가지고 있다. 몇몇 국가와 정부 수반들이 취임식에 참석했다. 티누부는 그의 전임자 모하마두 부하리에 의해 연방 공화국 훈장 대지휘관의 국가 최고 영예를 수여받았고, 그의 부통령 카심 셰티마는 2023년 5월 25일 나이지리아 훈장 대지휘관의 두 번째 최고 영예를 수여받았다.
티누부는 그의 취임 연설에서 연료에 대한 정부 보조금의 폐지를 발표했다. 그의 취임 연설에서의 성명은 나이지리아의 연료 펌프장들의 초기 공황 구매와 하루아침에 가격 상승을 야기시켰다. 전국 노동조합인 전국 노동조합인 전국 노동조합은 연료 가격 인상에 대한 전국적인 파업과 항의를 요구했지만, 나중에 정부 대표들과의 계속되는 협상 중에 취소되었다. 연료 소비에 대한 정부 보조금은 수십 년 동안 나이지리아 공공 재정에 출혈을 일으켰고, 그 폐지는 나이지리아 경제에 대한 세계 은행의 긍정적인 발전으로 찬사를 받았다.
티누부 대통령은 6월 9일 밤 나이지리아 중앙은행의 강력한 총재인 고드윈 에메필레를 정직시켰다. 에메필레의 정직은 역사상 최고 은행장이 나이지리아 대통령에 의해 해임된 두 번째 사건이었다. 에메필레는 베냉으로 나라를 도망치려 시도하고 라고스에서 나이지리아 비밀 경찰 SSS에 의해 체포되었다. 정직은 긍정적인 발전으로 여겨졌다. 에메필레는 보수적인 은행가로서 나이지리아 나이라를 지지하는 오래된 학파에 기인한다. 대통령직에 의한 성명서에 의해 에메필레는 더 경제적인 진보적인 의원들 중 한 명인 폴라쇼둔 아데비시로 나이지리아 중앙은행 총재 대행으로 대체되었다. 테러 자금 조달 혐의로 에메필레를 정직시키고 그에 따른 비밀 경찰에 의한 체포는 그의 이념적 성향과 부하리 행정부의 차익거래와 나이지리아 나이라의 통화 재설계와 같은 취임 계획들로 최고 은행의 정치화에서 크게 벗어나지 않은 것으로 보인다. 그러나 일부 관측통들은 티누부 대통령의 취임 전날 밤 수단과 방법을 통해 정부 부채 차입 한도가 5%에서 15%로 비밀리에 인상된 가운데 에메필레의 정직에 있어서 정치의 역할에 주목했다.
2023년 8월에는 2023년 니제르 위기 당시 니제르에 대한 군사개입을 주장하여 야당의 비판을 받기도 했다.
2024년 12월, 볼라 티누부는 서아프리카 국가 기구(OAS)의 총재로서 ECOWAS 지도자들의 정치적 의지를 표명했으며, 사헬 국가 연합 국가들이 2024년 1월에 ECOWAS를 탈퇴하고 재통합할 의지를 표명했습니다. 티부부 ECOWAS 회장은 사헬 국가 연합에서 3개국이 계획적으로 탈퇴하는 것은 여전히 가능하다고 설명했으며, 이는 해당 3개국의 인구 상황에 달려 있다고 덧붙였다.

## 사생활
티누부는 1987년 라고스 중앙 상원 선거구를 대표하는 전 상원의원인 올루레미 티누부와 결혼했다. 그들에게는 자이나브 아비솔라 티누부, 하비밧 티누부, 올라잉카 티누부 등 3명의 자녀가 있다. 그는 카젬 올라지데 티누부(1974년 10월 12일~2017년 10월 31일), 폴라샤데 티누부(1976년 6월 17일~), 올루와세이 티누부(1985년 10월 13일~)의 세 자녀를 낳았는데, 그의 어머니는 전 항공 여주인이자 예언자인 분미 오쇼니케로 소문이 나 있다.
티누부의 어머니 아비바투 모가지는 2013년 6월 15일 96세의 나이로 사망했다. 2017년 10월 31일, 그의 아들 지데 티누부가 런던에서 사망했다. 티누부는 무슬림이다.

## 역대 선거 결과
| 선거명      | 직책명              | 대수 | 정당         | 득표율 | 득표수      | 결과 | 당락 |
| ----------- | ------------------- | ---- | ------------ | ------ | ----------- | ---- | ---- |
| 1999년 선거 | 라고스 주지사       | 12대 | 민주동맹     | 81.99% | 841,732표   | 1위  |      |
| 2003년 선거 | 라고스 주지사       | 12대 | 민주동맹     | 0%     | -표         | 1위  |      |
| 2023년 선거 | 나이지리아의 대통령 | 16대 | 범진보의회당 | 36.73% | 8,794,726표 | 1위  |      |